# Milenko Ziherl
Milenko Ziherl, slovenski politik, poslanec in kemik, * 2. april 1955, Ljubljana.
https://www.24ur.com/novice/slovenija/direktor-kupoval-klobase-in-potoval-na-tuj-racun.html

Ko je direktor državnega Eko sklada Milenko Ziherl izvedel, da so ga prijavili, je vdrl v računalnike zaposlenih, da bi prišel do krivca. Ziherl je leta 2013 za božič z denarjem sklada kupil za kar 3.000 evrov salam, je želel strošek prevaliti na zaposlene. Sporočil jim je, da bo moral vsak vrniti 40 evrov.

## Življenjepis
Milenko Ziherl, član Slovenske demokratske stranke, je bil leta 2004 izvoljen v Državni zbor Republike Slovenije; v tem mandatu je bil član naslednjih delovnih teles:
- Odbor za okolje in prostor,
- Odbor za zunanjo politiko in
- Odbor za zadeve Evropske unije.